# Autobulos (Maler)
Autobulos (altgriechisch Αὐτόβουλος) war ein antiker griechischer Maler wahrscheinlich hellenistischer Zeit.
Er wird einzig bei Plinius als Schüler einer Malerin Olympias genannt, die ansonsten ebenfalls unbekannt ist.